# Frares Bertran, Capdebou i Ventayol
Frares Bertran, Capdebou i Ventayol foren màrtirs al Japó on morien devers l'any 1582. Varen néixer vers 1520 a Alcúdia (Mallorca).
Aquests tres frares alcudiencs entraren en 1537 al convent franciscà alcudienc fundat pel pare Joan Crespí pel Col·legi de missioners de Sant Francesc. Estudiaren teologia i llengües orientals i en finalitzar els seus estudis foren enviats a Orient.
Foren destinats al Japó on es dedicaren en cos i ànima per convertir als japonesos del sintoisme o budisme al catolicisme. Tingueren al principi, tractes amb els emperadors japonesos, ja que aquests i segons Ventayol: "Favorecióles en tal empresa los emperadores".
Quan més endavant, moriren els emperadors que ajudaven als franciscans en la seva tasca de conversió, "(...) sus sucesores instigados por los sacerdotes paganos emprendieron contra los cristianos una persecución la más terrible, soemtiéndoles a torturas sanguinarias para obligarles a renegar de Cristo y no consiguiéndolo los degollaban o crucificaban para prolongar sus sufrimientos."
Foren assassinats pels japonesos vers l'any 1582. Foren reconeguts com a màrtirs de la cristiandad i a Alcúdia arribaren notícies de la seva mort. Els alcudiencs d'ença se'ls reconeix així:
"Estos tres hijos de Alcúdia, son sin duda, los más ilustres, preclaros y sabios que honran a nuestra patria".